# Karen (jerga)

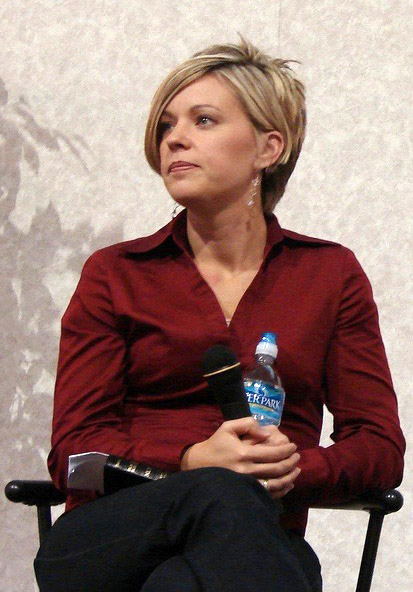
A menudo se utiliza la imagen de Kate Gosselin y su peinado bob para representar el estereotipo de «Karen»

«Karen» es desde principios del siglo XXI un término peyorativo utilizado en los Estados Unidos, y desde allí en otros territorios anglófonos y en algunas regiones hispanohablantes para referirse a una irritable mujer que cree tener el derecho a exigir más de lo que es apropiado o necesario. Un estereotipo común es el de una mujer de mediana edad que se cree con el derecho de tener lo que quiera, aun cuando para lograr su objetivo debe pisotear a los demás. Otras descripciones incluyen pedir «hablar con el gerente», la oposición al uso de vacunas, lucir un determinado peinado bob, o simplemente el quejarse por todo. En el año 2020, se vio un incremento en el uso general de la expresión «Karen» para criticar a las mujeres de mediana edad.
Es necesario hacer la aclaración de que, si bien al inicio se usaba para referirse a una mujer racista o con comportamientos ofensivos para la gente de otra raza, a día de hoy, especialmente en redes sociales; es normal ver el uso de «Karen» para referirse a cualquier mujer de mediana edad que simplemente hace escándalos en público por motivos absurdos.

## Origen
Los orígenes exactos del término son desconocidos. El término puede haberse originado en Black Twitter como un meme utilizado para describir a las mujeres blancas que "charlan en los puestos de limonada de los niños negros". También se ha descrito que se originó con mujeres negras, pero fue cooptado por hombres blancos. La investigadora de medios de la Universidad de Virginia Meredith Clark la definió como una mujer blanca del vecindario con la cual los negros deben tener cuidado porque no dudará en usar su "privilegio" a expensas de otros. "Siempre ha estado ahí, no siempre con el nombre específico de una persona". Karen ha tenido diferentes nombres a lo largo del tiempo. En los años 1990, "fue Becky". Karen Grigsby Bates está de acuerdo, diciendo: "Las Karens forman parte de un linaje de mujeres blancas con derechos que se remontan un par de siglos en este país" y "Karen es parte de un continuo... Antes de que existieran Karens y Beckys, hubo "Señoritas Ann". Según Clark, la "señorita Ann" era una forma "descarada y grupal entre los negros" de los tiempos Jim Crow para aludir a las blancas arrogantes que usaban su privilegio social de entonces como ventaja frente a otros grupos. 
Según Grigsby Bates, el concepto de Karen que los negros usaban quedó claro para los blancos cuando Saturday Night Live hizo una caricatura de un negro en Jeopardy!, con Chadwick Boseman interpretando a su personaje de Black Panther T'Challa. Grigsby Bates dijo: "Y T'Challa anda errando todas sus respuestas en Jeopardy porque el juego se funda en expresiones idiomáticas de los afroamericanos que no entiende en absoluto porque, uh, él es de Wakanda. Pero en el último momento, preguntó por alguien llamado Karen que le traía ensalada de papas a su comida al aire libre". T'Challa responde bien la última pregunta y le dice a Karen: "Ah, demonios, no, Karen, guárdese su insípida ensalada de patata para usted". 
Otro uso del término como meme de Internet se remonta a un usuario anónimo de Reddit, Fuck_You_Karen, quien publicó denuestos diversos denigrando a su exesposa, Karen, quien presuntamente le había quitado su casa y a sus hijos en el proceso de divorcio. Las publicaciones llevaron a la creación en 2017 del subreddit FuckYouKaren para compilar una narrativa y compartir memes sobre las publicaciones con este tema específico. Como Fuck_You_Karen eliminó su cuenta, el subreddit volvió a centrarse en los memes sobre el estereotipo en general, en lugar de una mujer específica. Otros usos de Karen como chiste incluyen un esbozo en 2005 de Dane Cook "El amigo que a nadie le gusta" de su álbum Retaliation, y un meme de Internet de 2016 sobre una mujer en un anuncio para la consola Nintendo Switch, la cual exhibe un comportamiento antisocial y recibe el apodo de "Karen antisocial".

## Significado y uso
La profesora de la Universidad Estatal de Kansas, Heather Suzanne Woods, cuyos intereses de investigación incluyen memes, dijo que las características definitorias de Karen son "derecho, egoísmo, deseo de quejarse", y que Karen "exige que el mundo exista de acuerdo con sus estándares con poco respeto por los demás, y ella está dispuesta a arriesgar o degradar a otros para lograr sus fines". Rachel Charlene Lewis, escribiendo para la revista Bitch, está de acuerdo, diciendo que Karen "no ve a nadie como individuo, en lugar de moverse por el mundo preparado para luchar contra un conglomerado sin rostro de personas menores que no le darán lo que quiere y siente que merece. Ella ejercerá el poder que, sí, podría ser muy diferente del de un hombre blanco, mientras hace sus demandas. Y ese sentimiento de derecho es lo que la convierte, sin lugar a dudas, en una Karen". Algo parecido a la doctrina del indiscutible y divino Destino manifiesto de la raza elegida, blanca, anglosajona y calvinista (pues cree en la predestinación), que en el siglo XIX condujo al genocidio indio y la expropiación de sus tierras bajo la convicción de ser la única raza merecedora y distinguida por Dios.[cita requerida]
El meme lleva varios estereotipos, el más notable es que la Karen exigirá "hablar con el gerente" de un hipotético proveedor de servicios. Otros estereotipos incluyen racismo, creencias antivacunación, uso excesivo de Facebook y un corte de pelo bob particular con reflejos rubios. Las imágenes del corte de bob de Kate Gosselin y Jenny McCarthy a menudo se usan para representar a Karen, y sus mechones a veces se llaman el corte de pelo "puedo hablarle a su gerente". Otra denominación, usada para las Karen que reúnen a varias más conformes a sus propósitos, es la que en sociología se denomina Queen bee (Abeja reina).
Se ha debatido si "Karen" es un insulto. Si bien el término se usa exclusivamente de manera peyorativa hacia una persona de una raza y género específicos, algunos argumentan que carece del contexto histórico para ser un insulto, y que llamarlo así trivializa la discriminación real. Otros sostienen que los objetivos del término tienen un privilegio inmenso y que "un epíteto que carece del poder de discriminar es solo un insulto". Hadley Freeman argumentó que el uso del meme se ha convertido menos en describir el comportamiento que en controlarlo y "decirle a las mujeres que se callen". Jennifer Weiner, escribiendo en el New York Times durante La pandemia de coronavirus 2020, dijo que el meme había logrado silenciarla, porque había tenido que equilibrar su deseo de quejarse.
En agosto de 2020, Helen Lewis escribió en The Atlantic, " Karen se ha convertido en sinónimo de mujer entre quienes consideran a la mujer como un insulto. Ahora hay un mercado, medido en atención y aprobación, para cualquiera que pueda olfatear a una Karen".
En abril de 2020, la periodista y feminista radical Julie Bindel preguntó: "¿Alguien más piensa que la expresión una Karen se funda en odio a las mujeres y en prejuicios de clase?" Freeman respondió que era "sexista, edadista y clasista, en ese orden".[cita requerida] En mayo de 2020, Kaitlyn Tiffany, escribiendo en The Atlantic, preguntó: "¿Es Karen solo una mujer que hace algo que molesta a la gente? Si es así, ¿cuál es el equivalente masculino?", para concluir que era un meme misógino. Matt Schimkowitz, editor sénior de Know Your Meme, dijo el término "simplemente asumió todas las formas de crítica hacia las mujeres blancas en línea".
En Latinoamérica el término también se utiliza para designar a las personas que son dueñas de gatos ("Karen Macho" en el caso de hombres dueños de gatos). Esta expresión es ampliamente utilizada en memes y no se considera peyorativa.

## Ejemplos
La formación a mediados de 2019 de la tormenta tropical Karen en la cuenca del huracán del Atlántico hizo que los memes compararan la tormenta con el estereotipo; varios usuarios hicieron bromas sobre la tormenta que quería "hablar con el gerente", con imágenes retocadas para incluir el "corte de pelo de Karen" en el huracán o en su trayectoria prevista.
En diciembre de 2019, los medios australianos informaron que en la ciudad de Mildura, una mujer llamada Karen había sido filmada tratando de derribar una bandera aborigen que mostraban sus vecinos. No pudo derribarlo, lo que condujo a un hashtag de Twitter #TooStrongForYouKaren y otras respuestas en las redes sociales.
Durante la pandemia de COVID-19, el término se usó para describir a las mujeres que maltrataban a los trabajadores de la salud asiático-estadounidenses debido a los orígenes del virus en China, aquellas que acumulaban suministros esenciales como papel higiénico, y las que vigilaban el comportamiento de otros para hacer cumplir cuarentena y las que protestaron por la continuación de las restricciones, ya que les impidió visitar los salones de belleza, que llevó a un crítico a preguntar si el término se había degenerado en un término de uso múltiple para las mujeres blancas de mediana edad. El uso del término aumentó de 100 000 menciones en las redes sociales en enero de 2020 a 2,7 millones en mayo de 2020.
En mayo de 2020, Christian Cooper, al escribir sobre el Incidente del observador de aves de Central Park, dijo que la "Karen interior de Amy Cooper emergió completamente y dio un giro oscuro" cuando comenzó a grabar su encuentro con ella. La grabó llamando a la policía y diciéndoles que un "hombre afroamericano" estaba amenazando su vida, un delito conocido como denuncia falsa. En julio de 2020, un video de "Permit Karen", una mujer de Nueva Jersey que llamó a la policía para informar que sus vecinos negros estaban empedrando un patio sin un permiso, se volvió viral. Una mujer de San Diego que publicó una foto del barista que rechazó servirla porque no llevaba una mascarilla fue etiquetada como Karen; más tarde anunció que estaba demandando al barista por la mitad de las donaciones recaudadas en su nombre después de que su publicación se volviera viral.

## Legislación
En junio de 2020, Rob Bonta , miembro de la Asamblea del Estado de California , presentó el proyecto de ley AB 1550, que clasificaría las llamadas al 911 fraudulentas y racialmente discriminatorias como delitos de odio. Según el proyecto de ley, alguien que haga tal llamada podría ser demandado por hasta $ 10,000. En julio de 2020, el supervisor de San Francisco, Shamann Walton, presentó la Ley de precaución contra las emergencias no explotadoras raciales (CAREN). Cambiaría el Código de Policía de San Francisco para prohibir la fabricación de informes de emergencia con prejuicios raciales.